# Hryhorij Chyžnjak
Hryhorij Mykolajovyč Chyžnjak (in ucraino Григорій Миколайович Хижняк?; Mykolaïv, 16 luglio 1974 – Kiev, 5 ottobre 2018) è stato un cestista ucraino.

## Carriera
Con l'Ucraina ha disputato due edizioni dei Campionati europei (1997, 2003).

## Palmarès
- Campionato lituano: 1

Zalgiris Kaunas: 2000-01